# The Mass for Peace
The Mass for Peace è un album del gruppo musicale italiano I Barrittas (qui come The Berets, in inglese "i berretti"), pubblicato nel 1969. L'album contiene l'edizione in inglese della Messa beat.

## Descrizione
Il disco contiene la terza versione della Messa beat, già precedentemente pubblicata nel 1966 nell'album La messa dei giovani dall'etichetta discografica Ariel, per opera di Angel and the Brains, The Bumpers e gli stessi Barrittas). Nel 1968 I Barrittas ne avevano registrata una nuova versione nell'album La messa beat
L'album è stato stampato dalla Avant Garde Records nel 1969 in formato LP con numero di catalogo AVS-116 in due edizioni, una destinata al mercato britannico, l'altra a quello statunitense. Nel 2005 l'album è stato ristampato dalla Duck Record in CD unitamente alla versione italiana La messa dei giovani.

## Edizioni
- 1969 - The Mass for Peace (Avant Garde Records, AVS-116, LP, UK)
- 1969 - The Mass for Peace (Avant Garde Records, AVS-116, LP, USA)
- 2005 - La messa dei giovani/The Mass for Peace (Duck Records, GRCD 6390, CD, Italia)